# Giovanni Battista Belzoni
Giovanni Battista Belzoni (Padua (Italië), 5 november 1778 – Gwato (Benin), 3 december 1823) is een van de belangrijkste figuren voor de ontdekking van tempels en graven in het Oude Egypte. Hij wordt beschouwd als de algemene voorloper van de egyptologie en heeft ervoor gezorgd dat het Oude Egypte enorme bekendheid kreeg in het Westen.

## Levensloop
Belzoni woonde in Rome toen Napoleon zijn veldtocht tegen Italië begon in 1796. Naar aanleiding hiervan emigreerde hij uiteindelijk in 1800 naar Nederland, waar hij tot 1803 als kapper werkzaam was. Vervolgens verhuisde hij naar Engeland en verdiende daar zijn geld met allerlei bedachte spelen en door als krachtpatser aan verschillende voorstellingen mee te doen. Zijn gestalte (hij was ruim 2 meter lang) hielp hem daarbij. Zijn bijnaam op markten was dan ook de Titaan van Padua.
Hij vertrok in 1812 uit Engeland. Via omzwervingen door Spanje en Portugal kwam hij uiteindelijk in Malta, waar hij kennismaakte met een afgezant van de pasja van Egypte. Hij werd uitgenodigd om zijn hydraulische machines aan de pasja voor te stellen, maar deze raakte niet overtuigd.
Op dat moment zat Belzoni in Egypte zonder inkomsten en toen kwam hij Henry Salt tegen. Deze kunstverzamelaar was consul-generaal in Egypte en verzamelde de kunstschatten van Egypte voor zijn land. Belzoni werd aangenomen en zou het kolossale beeld van Ramses II in het Ramesseum verplaatsen. Op 27 juli 1816 begon hij met tachtig arbeiders aan de onderneming en bereikte op 12 augustus 1816 de Nijl, langs waar het beeld vervolgens naar het British Museum werd verscheept.
Het volgend jaar begon Belzoni aan een nieuwe onderneming. In Nubië had de Zwitser Johann Ludwig Burckhardt de tempel van Ramses II in Aboe Simbel ontdekt maar niemand had de tempel kunnen betreden omdat de ingang geblokkeerd werd door een enorme lading zand die door de eeuwen heen opgeworpen was. Belzoni vertrok naar het zuiden en begon aan het uitgraven van de tempel. Uiteindelijk kon hij op 1 augustus 1817 in het binnenste van de tempel komen.
Daarna richtte hij zich op de Vallei der Koningen en begon daar met opgravingen. Op 18 oktober 1817 vond hij het schitterende graf, Graf DK 17 van Seti I. In zijn tijd kon men de hiërogliefen nog niet lezen en Belzoni dacht dat hij het graf van Psammetichus had gevonden. Het graf stond bekend als het Graf van Belzoni tot (en na) de correcte identificatie door Jean-François Champollion in 1828.
Het volgend jaar hoopte hij een ingang te vinden in de Piramide van Chephren. Volgens Herodotus waren er geen binnenkamers, maar Belzoni bewees op 2 maart 1818 diens ongelijk toen hij de interne grafkamer vond.
De volgende jaren vond Belzoni ook nog de antieke havenstad Berenike aan de Rode Zee en bereikte hij de oase van Bahariya, waarvan hij dacht dat het de Siwa-oase was.
In 1819 keerde hij terug naar Engeland en hij begon in 1823 aan een nieuw avontuur in Afrika. Hierbij hoopte hij de (toen nog legendarische) stad Timboektoe te bereiken, alsook de bron van de Niger. Hij stierf echter in Gwato op 3 december aan dysenterie. Volgens de beruchte ontdekkingsreiziger Richard Francis Burton werd hij daar echter beroofd en vermoord.
Zijn opgravingen in Egypte worden nog steeds bekritiseerd. Velen waren gekant tegen zijn overhaaste opgravingen en zijn plunderingen van Egypte. Men dient de tijdgeest echter niet uit het oog te verliezen. Er was destijds een felle prestigestrijd gaande tussen de Fransen en Engelsen om de meest aansprekende relikwieën aan het publiek te kunnen tonen en men moet erkennen dat hij in enkele jaren tijd, ondanks veel tegenwerking van de Fransen onder leiding van Bernardino Drovetti, enorm veel heeft bereikt.